# Aleksy Komnen (zm. 1142)

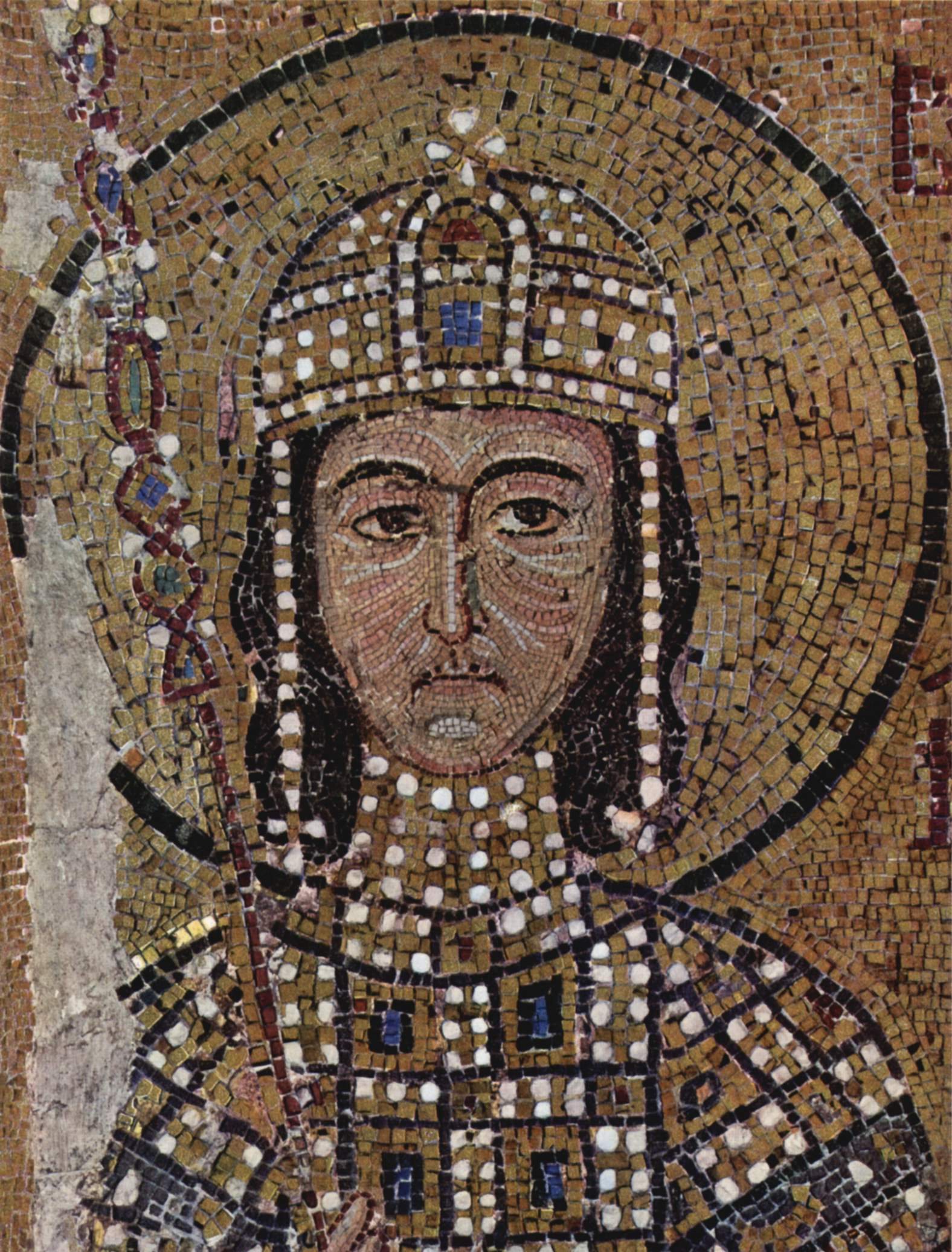
Mozaika w kościele Hagia Sofia

Aleksy Komnen (ur. przed 26 października 1107, zm. zap. 28 listopada 1142) – współcesarz bizantyjski, najstarszy syn cesarza Jana II Komnena oraz jego żony cesarzowej Ireny, Porfirogeneta. 
Panował w latach 1122–1142 wraz z ojcem. Był dwukrotnie żonaty. Pierwszą żoną władcy była Dobrodeja, córka księcia kijowskiego Mścisława I Haralda, która po ślubie przyjęła imię Irena. Po jej śmierci Aleksy poślubił córkę króla Gruzji Dymitra I, Katę (Eudoksję).
Z pierwszego małżeństwa Aleksego pochodziła córka Maria, żona Aleksego Aksucha.